# (4415) Echnaton
(4415) Echnaton – planetoida z grupy pasa głównego asteroid okrążająca Słońce w ciągu 3 lat i 210 dni w średniej odległości 2,34 j.a. Została odkryta 24 września 1960 roku w Obserwatorium Palomar przez Cornelisa van Houtena i Toma Gehrelsa. Nazwa planetoidy pochodzi od Echnatona, faraona XVIII dynastii. Przed nadaniem nazwy planetoida nosiła oznaczenie tymczasowe (4415) 4237 P-L.